# Cerro Ceniza
Cerro Ceniza är en ort i Mexiko.   Den ligger i kommunen Santa Cruz Zenzontepec och delstaten Oaxaca, i den sydöstra delen av landet, 400 km söder om huvudstaden Mexico City. Cerro Ceniza ligger 721 meter över havet och antalet invånare är 255.
Terrängen runt Cerro Ceniza är kuperad österut, men västerut är den bergig. Terrängen runt Cerro Ceniza sluttar västerut. Runt Cerro Ceniza är det glesbefolkat, med 17 invånare per kvadratkilometer. Närmaste större samhälle är El Limoncillo, 12,6 km nordost om Cerro Ceniza. I omgivningarna runt Cerro Ceniza växer huvudsakligen savannskog.